# Parafia św. Apostoła Jana Teologa w Białymstoku
Parafia św. Apostoła Jana Teologa – parafia prawosławna w Białymstoku, w dekanacie Białystok należącym do diecezji białostocko-gdańskiej.
Na terenie parafii funkcjonuje 1 cerkiew:
- cerkiew św. Apostoła Jana Teologa w Białymstoku – parafialna

W zbudowanym w 2014 domu parafialnym znajduje się kaplica – baptysterium św. Mikołaja Serbskiego.

## Historia
Pierwszą parafię prawosławną w Bacieczkach, będących wówczas wsią a nie jak współcześnie dzielnicą Białegostoku, erygowano na początku XV w. Drewnianą cerkiew wzniesiono z fundacji Aleksandra Chodkiewicza i nosiła ona wezwanie św Jana Teologa. Jednak z niewiadomych przyczyn świątynię tę rozebrano w 1773 r., zaś materiał z niej pozyskany przewieziono do miejscowości Zawyki, celem rozbudowy tamtejszej cerkwi (świątynia ta zachowała się do dziś i funkcjonuje obecnie jako cmentarny kościół rzymskokatolicki pod wezwaniem Imienia Maryi).
Dnia 29 maja 2007 erygowano współcześnie istniejącą parafię. 25 listopada 2007, w tymczasowej świątyni, pierwszą św. liturgię odprawił biskup białostocko-gdański Jakub.
Od 2012 parafia jest organizatorem corocznego Festiwalu Kultury Serbskiej „Vidovdan”.
15 października 2014 rozpoczęto budowę murowanej, wolnostojącej cerkwi parafialnej. Trwają też prace wykończeniowe w kaplicy św. Mikołaja Serbskiego (rozpisywanie fresków przez artystów z Serbii). Poświęcenia kaplicy  dokonał 28 czerwca 2015 biskup valjewski Milutin (z Serbskiego Kościoła Prawosławnego) w asyście arcybiskupa białostockiego i gdańskiego Jakuba i biskupa supraskiego Grzegorza.

## Wykaz proboszczów
- 2007–2009 – ks. Sławomir Tomaszuk
- od 2009 – ks. Marek Wawreniuk